# Stephanus Petrus Botha

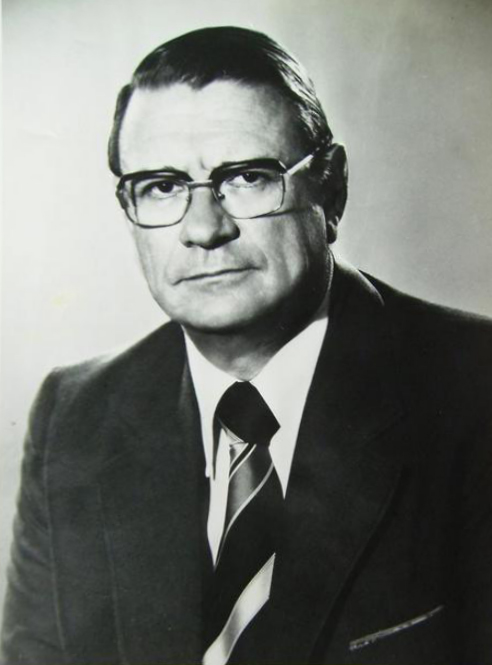
Stephanus „Fanie“ Petrus Botha (1976)

Stephanus Petrus „Fanie“ Botha (* 5. Mai 1922 bei Lusaka, Nordrhodesien; † 4. September 2010 in Pretoria) war ein südafrikanischer Politiker der Nasionale Party (NP), der unter anderem zwischen 1968 und 1978 Minister für Wasserangelegenheiten und Forsten war.

## Leben
Botha wuchs auf der Farm Goede Hoep bei Lusaka auf, wohin seine aus Transvaal stammenden Eltern nach dem Zweiten Burenkrieg 1902 ausgewandert waren. Nach dem Besuch örtlicher Schulen schloss er seine Schulausbildung an der Paarl Boys High School in der Kapprovinz ab. Danach begann er 1940 zunächst ein Studium der Rechtswissenschaften an der Universität Stellenbosch, das er jedoch nach drei Jahren abbrach. Daraufhin nahm er dort ein Studium der Wirtschaftswissenschaften auf, das er 1945 mit einem Bachelor of Commerce (B.Comm.) abschloss. Danach war er für die Industrial Development Corporation tätig und in dieser Funktion maßgeblich an der Gründung des Tabak- und Industriekonglomerats Rembrandt Group durch Anton Rupert 1948 beteiligt. 1955 ließ er sich als Farmer in Louis Trichardt nieder und befasste sich dort intensiv mit Bewässerungsfeldwirtschaft.
1958 wurde Botha als Kandidat der Nasionale Party (NP) erstmals zum Mitglied der Nationalversammlung gewählt und vertrat in dieser bis 1983 den Wahlkreis Soutpansberg. In der Folgezeit wurde er Vorsitzender der Land-Gruppe der Nationalpartei, Vorsitzender der Nationalpartei in der Provinz Transvaal und gehörte den Verwaltungsräten der Tageszeitungen Dagbreek sowie Vaderland als Mitglied an. 1966 wurde er Mitglied des Parlamentsausschusses für Bantu-Angelegenheiten. Anfang 1968 wurde er stellvertretender Minister für Wasserangelegenheiten 
Er übernahm schließlich am 9. August 1968 von D. C. H. Uys das Amt als Minister für Wasserangelegenheiten sowie von Frank Waring als Minister für Forsten in der Regierung von Premierminister Balthazar Johannes Vorster. In dieser Funktion begleitete er im März 1972 Staatspräsident Jacobus Johannes Fouché bei dessen Staatsbesuch in Malawi. Er übte diese Ministerämter auch in den Regierung von Premierminister Balthazar Johannes Vorster bis 1976 aus und wurde daraufhin durch Abraham Raubenheimer abgelöst.
Im Zuge einer Kabinettsumbildung löste Botha 1976 Marais Viljoen als Minister für Arbeits- und Arbeitskräfte ab. Zugleich wurde er 1976 Nachfolger von Piet Koornhof als Bergbauminister und war in dieser Funktion auch für Energie zuständig. Als es Ende der aufgrund der sogenannten Muldergate-Affäre zum Rücktritt von Informationsminister Cornelius Petrus Mulder kam, der als aussichtsreichster Nachfolger von Premierminister Vorster galt, gehörte Botha neben Verteidigungsminister Pieter Willem Botha und Außenminister Pik Botha zu den möglichen Kandidaten für das Amt des Premierministers. Im Februar 1979 gab er sein Amt als Bergbauminister ab, das nunmehr aufgeteilt wurde, woraufhin Frederik Willem de Klerk Bergbau- und Chris Heunis Energieminister wurde.
Am 15. November 1983 trat er von seinem Amt als Minister für Arbeit und Arbeitskräfte zurück, nachdem bekannt wurde, dass er finanzielle Unterstützung aus Israel erhielt. Sein Nachfolger als Minister für Arbeit und Arbeitskräfte wurde daraufhin Pietie du Plessis.